# Corazziere (cacciatorpediniere 1910)
Il Corazziere è stato un cacciatorpediniere della Regia Marina.

## Storia
L'apparato motore venne modificato in modo da essere alimentato a nafta (65 tonnellate) invece che a carbone (95 tonnellate).
Il Corazziere partecipò attivamente alla guerra italo-turca. Nel mattino del 30 settembre 1911, mentre navigava insieme al gemello Artigliere tra Gomenizza e Prevesa, fu attaccato dalle torpediniere turche Hamidiye ed Alpagot; le due unità italiane risposero al fuoco, riducendo a relitti le due navi turche, che, rientrate nel porto, furono abbandonate dagli equipaggi, i cui membri, sbarcati su una vicina spiaggia, aprirono un violento fuoco di fucileria. La reazione del Corazziere e dell’Artigliere disperse gli equipaggi ottomani; i due cacciatorpediniere procedettero quindi a catturare il panfilo-cannoniera Teties (per altre fonti Thetis o Tarabulus), appartenente ad Abdul Ramid, ex sultano (tale unità, trasformata in cannoniera, fu incorporata nella Regia Marina con il nuovo nome di Capitano Verri).
All'inizio della prima guerra mondiale faceva parte della III Squadriglia Cacciatorpediniere, basata a Brindisi, che formava assieme ai gemelli Artigliere, Lanciere, Bersagliere e Garibaldino. Comandava la nave il capitano di corvetta Failla.
Il 24 maggio 1915, insieme al gemello Bersagliere, incrociò nelle acque di Grado, a protezione dell'incursione compiuta dal cacciatorpediniere Zeffiro contro Porto Buso: compito di Bersagliere e Corazziere era attaccare eventuali navi nemiche e bombardare le posizioni austro-ungariche.
Il 29 maggio 1915 fornì sostegno, insieme ai gemelli Alpino e Pontiere, ad una formazione di cacciatorpediniere (Lanciere, Bersagliere, Artigliere, Garibaldino) incaricata di bombardare l'impianto chimico «Adria-Werke» di Monfalcone, sede di produzione di gas asfissianti.
Il 7 giugno l'azione contro la fabbrica «Adria-Werke» fu reiterata.
Il 23 febbraio 1916, al comando del capitano di corvetta Bernotti, scortò a Durazzo – insieme a Bersagliere e Garibaldino – 12 piroscafi e due rimorchiatori.
Declassato a torpediniera nel 1921, il Corazziere fu radiato nel 1928 ed avviato alla demolizione.